# May Swenson
May Swenson (Logan, 28 maggio 1913 – Bethany Beach, 4 dicembre 1989) è stata una poetessa, drammaturga e traduttrice statunitense.
Anna Thilda May "May" Swenson è considerata una delle poetesse di lingua inglese più importanti del XX secolo.

## Biografia
Primogenita di Margaret e Dan Arthur Swenson, è cresciuta con nove tra fratelli in un ambiente mormone, dove si parlava svedese e l'inglese era considerata una seconda lingua. La maggior parte della sua tarda produzione poetica è dedicata ai bambini (per esempio la raccolta Iconographs, 1970). È stata anche traduttrice di poeti svedesi a lei contemporanei, tra i quali Tomas Tranströmer.
Laureata presso la Utah State University, ha insegnato come "poet-in-residence" al college di Bryn Mawr, all'University of North Carolina, all'University of California di Riverside, alla Purdue University e alla Utah State University. Dal 1959 al 1966, ha lavorato come lettrice presso la casa editrice New Directions. Ha poi lasciato il lavoro per dedicarsi meglio alla scrittura. È poi stata "chancellor" dell'Academy of American Poets dal 1980 fino alla morte, nel 1989. Negli ultimi venti anni ha vissuto a Sea Cliff, villaggio della Contea di Nassau (New York).
Nel 1936 ha contribuito come "editor" e "ghostwriter" ai lavori poetici di un uomo da lei chiamato "Plat," diventandone la fidanzata, ma preferendo non sposarlo (nel diario scrisse: "Vorrei avere un figlio da Plat, ma non vorrei sposare nessun uomo e quindi essere me stessa").
Le sue poesie sono state pubblicate su riviste e giornali quali: "Antaeus", "The Atlantic Monthly", "Carleton Miscellany", "The Nation", "The New Yorker", "The Paris Review", "Saturday Review", "Parnassus" e "Poetry".
La sua poesia "Question" uscì in The Host, libro di Stephenie Meyer.
Le sue carte sono state raccolte alla Washington University di Saint Louis (Missouri) e a suo nome esiste dal 1997 un premio di poesia presso la Utah State University.

## Opere
Poesia
- Another Animal (Scribner, 1954);
- A Cage of Spines (Rinehart, 1958);
- To Mix with Time: New and Selected Poems (Scribner, 1963);
- Poems to Solve (Scribner, 1966), per ragazzi a partire da 14 anni;
- Half Sun Half Sleep (Scribner, 1967), include traduzioni da 6 poeti svedesi;
- Iconographs (Scribner, 1970);
- More Poems to Solve (Scribner, 1971);
- New and Selected Things Taking Place (Little, Brown, 1978), trad. it. Una cosa che ha luogo poesia, a cura di Gabriella Morisco, Urbino: Quattro venti, 1986;
- In Other Words (Knopf, 1987).
- The Love Poems of May Swenson (Houghton Mifflin, 1991), raccolta postuma;
- The Complete Poems to Solve (Macmillan, 1993), illustrata da Christy Hale;
- Nature: Poems Old and New (Houghton Mifflin, 1994);
- The Centaur (Macmillan, 1994), illustrata da Barry Moser;
- May out West: Poems of May Swenson (Utah State University Press, 1996);
- Dear Elizabeth: Five Poems and Three Letters to Elizabeth Bishop, postfazione di Kirstin Hotelling Zona (Utah State University Press, 2000);
- The Complete Love Poems of May Swenson, (Houghton Mifflin, 2003);
- Collected Poems, (Library of America, 2013), a cura di Langdon Hammer.

Prosa
- Introduzione a Edgar Lee Masters, Spoon River Anthology (Collier, 1962);
- Un capitolo di The Contemporary Poet as Artist and Critic (1964);
- The Guess and Spell Coloring Book (Scribner, 1976), illustrazioni di Lise Gladstone.
- American Sports Poems (Orchard Books, 1988), antologia in collaborazione con R.R. Knudson.
- Made with Words (University of Michigan Press, 1997), a cura di Gardner McFall.

Teatro
- The Floor, atto unico, prima all'American Place Theater di New York l'11 maggio 1966

Traduzioni
- Tomas Tranströmer, Windows and Stones: Selected Poems (1972), in collaborazione con Leif Sjoberg.